# Guarea luciae
Guarea luciae là một loài thực vật có hoa trong họ Meliaceae. Loài này được Barreiros mô tả khoa học đầu tiên năm 1987.